# Jeff Thompson
Pour les articles homonymes, voir Thompson.
Jeff Thompson est un karatéka britannique surtout connu pour avoir remporté l'épreuve de kumite individuel masculin plus de 80 kilos aux championnats du monde de karaté 1982 et aux Jeux mondiaux de 1985.

## Résultats
| Résultat          | Date | Épreuve                   | Catégorie | Compétition                | Ville hôte              |
| ----------------- | ---- | ------------------------- | --------- | -------------------------- | ----------------------- |
| Médaille d'or     | 1982 | Kumite individuel + 80 kg | Seniors   | Championnats du monde 1982 | Taipei, à Taïwan        |
| Médaille d'argent | 1983 | Kumite individuel open    | Seniors   | Championnats d'Europe 1983 | Madrid, en Espagne      |
| Médaille d'or     | 1985 | Kumite individuel + 80 kg | Seniors   | Jeux mondiaux 1985         | Londres, au Royaume-Uni |
| Médaille d'argent | 1986 | Kumite individuel + 80 kg | Seniors   | Championnats du monde 1986 | Sydney, en Australie    |